# 斯宾塞·C·H·巴雷特
斯宾塞·C·H·巴雷特（1948年6月7日—）是一位加拿大演化生物学家，曾于多倫多大學任教，现为斯泰倫博斯大學教授，2004年当选皇家学会会士，2020年获倫敦林奈學會颁发的达尔文-华莱士奖章并当选美国国家科学院外籍院士。